# 左近允尚敏
左近允 尚敏（さこんじょう なおとし、1925年（大正14年）2月11日 - 2013年（平成25年）6月30日）は、大日本帝国海軍の軍人、海上自衛官。最終階級は海軍大尉、海将。鹿児島県出身。海兵72期。
海軍中将左近允尚正の次男。多号作戦で駆逐艦「島風」砲術長として「島風」沈没時（多号作戦）に戦死した海軍大尉左近允正章(まさふみ)は兄にあたる。

## 経歴
兄の正章と同じく旧制横須賀中(30期)から海軍兵学校へ入校。1943年（昭和18年）9月に卒業（第72期）、海軍少尉候補生。伊勢型戦艦1番艦「伊勢」乗組。
乗艦実習の後、11月15日附で最上型重巡洋艦4番艦「熊野」乗組を命ぜられる。なお、兄の正章も太平洋戦争開戦時に海軍少尉として「熊野」に勤務している。
尚敏（少尉候補生）は「熊野」砲術士として勤務し、1944年（昭和19年）3月15日附で海軍少尉に任官。引き続き「熊野」乗組となり、「熊野」航海士としてマリアナ沖海戦、レイテ沖海戦に参加した。11月25日、「熊野」はフィリピンのサンタクルーズ湾（ルソン島）で撃沈された。
1945年（昭和20年）2月15日、艤装中の松型駆逐艦「梨」に着任。「梨」は3月15日附で竣工し、尚敏中尉は「梨」航海長に補職された。だが「梨」は7月28日に撃沈された。海軍大尉昇進後の8月8日、駆逐艦「初桜」の航海長に任命され、同艦航海長として終戦の日を迎えた。「初桜」は9月28日、水先案内の士官を送り届けるため米艦隊を出迎えた。その後は、復員業務に従事した。
1952年（昭和27年）7月に海上自衛隊の前身である海上警備隊に入隊。海上自衛隊では、在インドネシア日本国大使館防衛駐在官、第4護衛隊群司令、練習艦隊司令官、防衛大学校訓練部長、統合幕僚会議事務局長兼統合幕僚学校長などを歴任し、1979年（昭和54年）11月に退官した。
自衛隊退官後は葉山町に在住し、平和・安全保障研究所研究委員、産経新聞客員論説委員を経て平和・安全保障研究所研究委員会顧問、日本国際フォーラム政策委員となった。
2013年（平成25年）6月30日、胸部大動脈瘤破裂のため88歳で死去した。

## エピソード
- 「熊野」乗務中に「島風」と出会うと、発光信号や手旗信号を用いて兄の正章とお互いの安否を確認するとともに挨拶を交わした[13]。

- ビハール号事件により父の尚正が処刑された時、イギリス側から遺族には遺髪遺骨も含め何も渡されなかった。尚敏はインドネシア防衛駐在官に赴任する際に香港に立ち寄り、日本領事館の領事であった佐々淳行の取り計らいで尚正最期の地であるスタンレー刑務所を訪れ慰霊を捧げた。なお、佐々は刑務所側の許可を取る（訪問の名目は死刑囚監房と絞首台の「視察」）際に尚敏が尚正の子であることを明かさなかったが、刑務所所長はそのことを把握した上で来訪を黙認した。

## 年譜
- 1940年（昭和15年）12月：海軍兵学校入校（第72期）
- 1943年（昭和18年）
  - 9月15日：海軍兵学校卒業、海軍少尉候補生[2]。戦艦「伊勢」乗組[2]
  - 11月15日：重巡洋艦「熊野」乗組[3]
  - 12月：「熊野」砲術士
- 1944年（昭和19年）
  - 3月15日：海軍少尉任官[6]。「熊野」航海士
  - 9月15日：海軍中尉に進級[14]
  - 11月25日：「熊野」沈没
- 1945年（昭和20年）
  - 2月15日：駆逐艦「梨」艤装員[7]
  - 3月15日：駆逐艦「梨」竣工。同艦航海長[8]
  - 6月1日：海軍大尉に進級[15]
  - 7月28日：「梨」沈没
  - 8月8日：駆逐艦「初桜」航海長[9]
  - 8月15日：終戦
  - 11月30日：予備役に編入[16]
- 1952年（昭和27年）7月：海上警備隊入隊（1等海上警備士）
- 1961年（昭和36年）1月：2等海佐
- 1962年（昭和37年）4月：護衛艦「はつひ」艦長
- 1965年（昭和40年）10月：在インドネシア日本国大使館防衛駐在官
- 1967年（昭和42年）7月1日：1等海佐に昇任
- 1968年（昭和43年）12月16日：第1駆潜隊司令
- 1970年（昭和45年）7月16日：中央通信隊群司令部幕僚
- 1971年（昭和46年）6月1日：海上幕僚監部防衛部通信課長
- 1973年（昭和48年）7月1日：少年術科学校長
- 1974年（昭和49年）
  - 1月1日：海将補に昇任
  - 6月16日：第4護衛隊群司令
- 1975年（昭和50年）12月16日：練習艦隊司令官
- 1976年（昭和51年）12月1日：防衛大学校訓練部長
- 1977年（昭和52年）7月1日：海将に昇任
- 1978年（昭和53年）7月1日：統合幕僚会議事務局長 兼統合幕僚学校長
- 1979年（昭和54年）11月20日：退官
- 1995年（平成07年）4月29日：勲三等瑞宝章受章[17]
- 2013年（平成25年）6月30日：逝去（享年88）

## 著書
- 『防衛選書 海上防衛論』 麹町書房、1982.6
- 『敗戦―一九四五年春と夏』 光人社、2005.8／光人社NF文庫、2012.9
- 『捷号作戦はなぜ失敗したのか―レイテ沖海戦の教訓』 中央公論新社、2010.10
- 『ミッドウェー海戦「運命の5分」の真実』 新人物往来社、2011.6

### 訳書
- ラッセル・スパー『戦艦大和の運命―英国人ジャーナリストのみた日本海軍』 新潮社、1987.8
- ジョン・ウィントン『米国諜報文書ウルトラ in theパシフィック』 光人社、1995.11
- ジョン・コステロ『真珠湾、クラーク基地の悲劇―責任はだれにあるのか』 啓正社、1998.4
- カール・ボイド『盗まれた情報―ヒトラーの戦略情報と大島駐独大使』 原書房、1999.12
- ピーター・G・ツォーラス『太平洋戦争の研究―こうすれば日本は勝っていた』 PHP研究所、2002.11